# Anomiopus aequalis
Anomiopus aequalis là một loài bọ cánh cứng trong họ Bọ hung (Scarabaeidae).